# Ситникова Катерина
Катери́на Си́тникова (* 1989) — українська гімнастка-акробатка. Чемпіонка світу. Майстер спорту України.

## З життєпису
Народилась 1989 року в Одесі. У 2007 році разом із партнеркою Анастасією Мельниченко дебютувала на Чемпіонаті Європи серед юніорів (Гертогенбос), посіли 5-те місце в парному багатоборстві.
У 2009 році вони завоювали срібну медаль в парному багатоборстві на XVIII Міжнародному турнірі з акробатичної гімнастики «Зірки над Бугом» (Вінниця).. Також брали участь у чемпіонаті Європи (Віла-ду-Конді), фінішували 2-ми у парній динаміці, 6-ми у парному багатоборстві та 7-ми у парному балансі.
Наступного року дует став чемпіоном світу в парному багатоборстві на Чемпіонаті світу з акробатичної гімнастики-2010, що проходив у Вроцлаві.
На Чемпіонаті Європи з акробатичної гімнастики 2011 року дует завоював золоту медаль у парних змаганнях і дві бронзові — у багатоборстві та динамічних змаганнях.
2012 року Ситникова і Мельниченко виграли золоту медаль у парному багатоборстві на чемпіонаті світу (Лейк-Буена-Віста (Флорида)), ставши двічі чемпіонками світу.
Дует змагався на Всесвітніх іграх 2013 у Калі, вигравши срібну медаль у парному багатоборстві.
Після Всесвітніх ігор завершила спортивну кар'єру.
У 2013 році Ситникова і Мельниченко емігрували до Канади, де почали циркову кар'єру в «Цирк дю Солей».
Зараз дует Ситникова/Мельниченко та Елларія Богданова — циркачі в лас-вегаському шоу «Абсент».